# The New Operator
The New Operator è un cortometraggio muto del 1911 prodotto dalla Lubin Manufacturing Company. Il nome del regista non viene riportato nei credit del film.

## Produzione
Il film fu prodotto dalla Lubin Manufacturing Company.

## Distribuzione
Distribuito dalla General Film Company, il film - un cortometraggio di 120 metri - uscì nelle sale statunitensi il 24 luglio 1911. Il film è stato distribuito utilizzando il sistema dello split reel assieme alla commedia Wifie's New Hat, anch'essa prodotta dalla Lubin.